# Франсуа де Гиз
Франсуа I Лотарингский (фр. François I le Balafré de Lorraine, duc de Guise; 17 февраля 1519 или 24 февраля 1519, Бар-ле-Дюк, Герцогство Лотарингия, Священная Римская империя — 24 февраля 1563[…], Орлеан, Орлеане, Королевство Франция) — 2-й герцог де Гиз (1550—1563), граф, затем герцог Омальский и пэр Франции, маркиз де Майенн, барон, затем принц де Жуанвиль, великий камергер и великий ловчий Франции. Французский военный и государственный деятель времён Религиозных войн во Франции, старший сын первого герцога Гиза — Клода I (20 октября 1496 — 12 апреля 1550) и Антуанетты де Бурбон (1493—1583). Брат шотландской королевы Марии Гиз и дядя королевы Марии Стюарт. Ярый католик, чьё нападение на гугенотов в Васси послужило началом Религиозных войн. Был убит во время осады Орлеана гугенотом Польтро де Мере. Подозревали, что убийца был нанят лидером гугенотов адмиралом Колиньи.

## Семья Франсуа Гиза
Жена: (с 29 апреля 1548) Анна д’Эсте (1531—1607), графиня де Жизор, дочь Эрколе II д'Эсте, герцога Феррары, Модены и Реджио и Рене Французской, дочери короля Людовика XII. Имели 7 детей:
- Генрих I Меченый Лотарингский (31 декабря 1550 — 23 декабря 1588), герцог де Гиз,
- Екатерина Мария Лотарингская (1552—1596), муж (с 1570) Людовик де Бурбон (1513—1582), герцог де Монпансье,
- Шарль Лотарингский (26 марта 1554 — 4 октября 1611), герцог Майеннский,
- Луи Лотарингский (6 июля 1555 — 24 декабря 1588), кардинал де Гиз,
- Антуан (1557—1560),
- Франсуа (1559—1573),
- Максимилиан (1562—1567).

## Биография
Франсуа прославился в 1552 году защитой Меца против 60-тысячной армии императора Карла V, спас честь французского оружия в битве при Ранти (1554), воевал в 1556—1557 гг. в Италии, отнял в 1558 г. у англичан Кале после двухсотлетнего владычества и взял Тионвиль.
В 1544 году Франсуа в боях за Булонь против англичан был ранен в лицо, за что, по мнению некоторых авторов, ему было присвоено прозвище «Меченый» «le Balafré» (правда, на его портретах никаких отметин нет). Такое же прозвище и тоже по причине лицевых ранений было у его старшего сына Генриха (более достоверно: подтверждено на портретах).
При слабом короле Франциске II, женатом на его племяннице, Марии Стюарт, Гиз, вместе с братом, Шарлем де Гизом, кардиналом Лотарингским, забрал в свои руки всю власть во Франции. С фанатической яростью Гиз преследовал протестантов и уничтожил Амбуазский заговор, причём взял в плен принца Конде.
После смерти в 1560 году Франциска II Гиз образовал триумвират с коннетаблем Монморанси и маршалом Сент-Андре, к которому затем примкнул Антуан, герцог Вандомский. В марте 1562 года Гиз устроил массовое избиение протестантов в Васси. Вследствие этой резни началась Первая гугенотская война, в которой Гизу сначала сопутствовала удача: он взял Руан, разбил гугенотов при Дрё в 1562 году, но при осаде Орлеана был застрелен гугенотом Польтро де Мере.
Впоследствии его сын, Генрих I, один из организаторов Варфоломеевской ночи, отомстил за убийство отца, устранив главу гугенотов, Гаспара де Колиньи.

## В культуре
- Гил Дарнелл исполнил роль герцога де Гиза в телесериале «Царство», США, 2013—2016 гг.
- Раза Джаффри исполнил роль герцога де Гиза в телесериале «Королева змей», США, 2022 г.
- Франсуа де Гиз является одним из главных героев романа Александра Дюма-отца «Две Дианы» (1847), он появляется в романе «Предсказание» (1858).

## Примечание
1. 1 2 3 4  Чешская национальная авторитетная база данных
2. 1 2  François de Lorraine, 2e duc de Guise // Encyclopædia Britannica (англ.)
3. 1 2 3 4 5 6 7  http://genealogy.euweb.cz/lorraine/lorraine6.html
4. 1 2  Frans av Guise // Store norske leksikon (бук.) — 1978. — ISSN 2464-1480
5. ↑  обер-егермейстер
6. ↑  по другим данным — 4 декабря 1548
7. ↑  Гиз, Франсуа, герцог де-Гиз // Военная энциклопедия : [в 18 т.] / под ред. В. Ф. Новицкого … [и др.]. — СПб. ; [М.] : Тип. т-ва И. Д. Сытина, 1911—1915.